# 89E busz (Budapest)
A budapesti 89E jelzésű autóbusz a Határ út és a Gyál, Bem József utca között közlekedik. A viszonylatot a MÁV Személyszállítási Zrt. üzemelteti.
A járat Gyálon körforgalomként közlekedik a Kőrösi út – Kolozsvári utca – Bajcsy Zsilinszky utca – Brassói utca – Erdősor utca – Bem József utca – Kőrösi út útvonalon.

## Története
2002-ben Gyálra egy új, 294-es jelzésű járat indult, amely Gyál olyan részén közlekedett, amelyen korábban nem volt buszközlekedés.
2006. október 1-jén az 54-es, a 94-es és a 294-es viszonylatok kiváltására három gyorsjáratot és egy expresszjáratot indítottak Gyál és Budapest között. 84-es jelzéssel új járat indult, mely Pestszentimre, központtól a Kisfaludy utcán érte el Gyált. A 89-es jelzésű busz a 294-es busz útvonalán járta körbe Gyált. A 94-es busz több megállóban állt meg, illetve új járat indult 94E jelzéssel, mely a 94-es üzemidején kívül közlekedett és kevesebb megállóban állt meg. 55-ös jelzéssel új alapjárat is indult a Boráros tér és Gyál között. Az 54-es busz változatlan maradt.
A 2008-as paraméterkönyv bevezetésével megjelentek a vonalon a Volvo 7700A típusú buszok, ezzel egyidőben a 89-es jelzése 89E jelzésre változott.
2014. június 1-jétől a Volánbusz vette át a járat üzemeltetését Volvo 7900A típusú autóbuszokkal.
2018 áprilisától egészen 2019 decemberéig a vonalon Volvo 7900A Hybrid csuklós buszok is közlekedtek.
2020 őszétől az új generációs Mercedes-Benz Conecto G csuklós buszok is közlekednek a vonalon.

## Útvonala
| Gyál, Bem József utca felé |
| Határ út M vá. – Határ út – Nagykőrösi út – Gyál, Kőrösi út – Kolozsvári utca – Bajcsy Zsilinszky utca – Brassói utca – Erdősor utca – Gyál, Bem József utca vá.                                |
| Határ út felé |
| Gyál, Bem József utca vá. – Bem József utca – Kőrösi út – Budapest, Nagykőrösi út – Nemes utca – Nagykőrösi út – Határ út – (Távíró köz – Távíró utca – Üllői út – Ferde utca –) Határ út M vá. |

## Megállóhelyei
| 0                                                                  | Határ út M végállomás                             | 33 | 66, 66B, 66E, 84E, 94E, 99, 123, 123A, 142E, 194, 194B, 294E 42, 50, 52 626, 628, 629, 660 1080, 1110 | Autóbusz-állomás, Metróállomás, Shopmark bevásárlóközpont |
| A Távíró utca megállót csak munkanapokon 6 és 9 óra között érinti. |                                                   |    | |                                                           |
| ∫                                                                  | Távíró utca                                       | 32 | 84E, 123, 123A, 181, 281                                                                              |                                                           |
| 3                                                                  | Nagykőrösi út / Határ út                          | 30 | 54, 55, 66, 66B, 66E, 84E, 94E, 123, 123A, 148, 254E, 255E, 294E 3, 52                                |                                                           |
| 6                                                                  | Nagysándor József utca (↑) Hunyadi utca (↑)       | 26 | 54, 55, 84E, 99, 151, 294E 607, 608, 656, 657, 679                                                    |                                                           |
| 9                                                                  | Kéreg utca (↑) Vas Gereben utca (↑)               | 24 | 54, 55, 68, 84E, 294E                                                                                 |                                                           |
| 10                                                                 | Naszód utca (Használtcikk piac)                   | ∫  | 54, 55, 84E, 294E 607, 608                                                                            |                                                           |
| ∫                                                                  | Használtcikk piac                                 | 23 | 54, 55, 84E, 294E                                                                                     |                                                           |
| 13                                                                 | Szentlőrinci út (Szentlőrinci út (gyorsétterem))* | 21 | 36, 54, 55, 84E, 94E, 198, 254E, 255E, 294E                                                           | Dél-pesti autóbuszgarázs                                  |
| 14                                                                 | Kamiontelep                                       | 18 | 54, 55, 84E, 254E, 294E                                                                               | Kamion parkoló                                            |
| 15                                                                 | Zöldségpiac                                       | 17 | 54, 55, 84E, 294E                                                                                     | Nagykőrösi úti piac                                       |
| 16                                                                 | Pestszentimre felső vasútállomás                  | 16 | 54, 55, 84E, 294E S21                                                                                 | Vasútállomás                                              |
| 17                                                                 | Bethlen Gábor utca                                | 15 | 54, 55, 84E, 255E, 294E                                                                               |                                                           |
| 18                                                                 | Eke utca                                          | 14 | 54, 55, 84E, 294E                                                                                     |                                                           |
| 20                                                                 | Pestszentimre vasútállomás (Nagykőrösi út)        | 13 | 54, 55, 84E, 94E, 166, 254E, 255E, 266, 294E S21                                                      |                                                           |
| 22                                                                 | Csolt utca                                        | 11 | 55, 94E, 294E                                                                                         |                                                           |
| 24                                                                 | Ár utca (↓) Paula utca (↑)                        | 10 | 55, 94E, 294E                                                                                         |                                                           |
| 25                                                                 | Kalász utca                                       | 9  | 55, 94E, 294E                                                                                         |                                                           |
| Budapest–Gyál közigazgatási határa                                 |                                                   |    | |                                                           |
| 26                                                                 | Gyál felső vasútállomás                           | 7  | 55, 94E, 294E S21                                                                                     | Vasútállomás                                              |
| 27                                                                 | Bajcsy-Zsilinszky utca                            | ∫  | |                                                           |
| 28                                                                 | Erdősor utca                                      | ∫  | |                                                           |
| 30                                                                 | Bacsó Béla utca                                   | ∫  | |                                                           |
| 31                                                                 | Toldi Miklós utca                                 | ∫  | |                                                           |
| 32                                                                 | Kisfaludy Sándor utca                             | ∫  | |                                                           |
| ∫                                                                  | Ady Endre utca                                    | 5  | 55, 94E, 294E 578, 609                                                                                |                                                           |
| ∫                                                                  | Somogyi Béla utca / Kőrösi út                     | 3  | 55, 94E, 294E 578, 609                                                                                |                                                           |
| ∫                                                                  | Bocskai István utca / Kőrösi út                   | 2  | 55, 94E, 294E 578, 609 S21 (Gyál vasútállomás)                                                        |                                                           |
| 33                                                                 | Gyál, Bem József utca végállomás                  | 0  | |                                                           |

*A reggeli órákban az első járat a Szentlőrinci út helyett a Szentlőrinci út (gyorsétterem) megállóból indul Gyál felé.